# タケパン
タケパン（たけぱん、2月8日 - ）は、日本の女性向け恋愛ゲームプロデューサー、ゲームディレクター、ゲームクリエイター、ゲームシナリオライター。

## 略歴
東京都出身。フリーランス。元タイトー、元スタイルウォーカー所属。
スタイルウォーカーへ入社後、同社運営の女性向けSNS「StyleWalker」の運営を担当。その後、恋愛ゲーム部門の設立を行い、2008年10月に恋愛事情シリーズ１作目となる執事たちの恋愛事情（以下、執恋という）を発表。直後一時的に「StyleWalker」の運営業務へ戻るが、2009年11月に同シリーズ４作目にあたる幕末志士の恋愛事情（以下、幕恋という）を発表。2012年5月10日に最新作学園シンデレラを発表した。

## 人物
- 自画像はパンダを模したイラストを使用。その時期プロデュースしてる作品を示す漢字（2008年11月頃までは「執」、2009年11月以降は「幕」）を自画像の腹部に書き込んでいた。スタイルウォーカー退社以降は漢字の表記はない。
- クレジット

プロデューサーやディレクターとしての表記は「タケパン」
シナリオライターとしての表記は、エンドクレジットでは「TAKEPAN」、雑誌では「タケパン」
- 本名・年齢・性別・血液型・写真は、作品に先入観を持たれたくないとの思いから非公表にしていると、ブログやTwitterで時々発言している。
- 吸っているタバコ銘柄は、KENT CITRIC MENTHOL 100's BOX
- 社内部署移動のため、処女作かつヒット作である執恋の制作から抜けなくてはならなかった悲哀を後日語った。[2]
- 執恋の一部スチルやイラストを描いている。
- 最初に制作した乙女ゲームのテーマが執事である理由は「執事に一番思い入れがあるから」とのこと。[3]
- 2009年、幕恋の打ち合わせ中に激しい腰の痛みに襲われ、救急車で搬送され緊急入院した。原因は前年の執恋制作時期からの疲労蓄積。病名はヘルニアでもぎっくり腰でもない「ヘルニアのようなもの」と本人が医師から伝えられている。[4]
- 幕恋の旧パソコン用サイト[5]は、本人曰く「パンダ製」。同シリーズ２作目にあたる「桜凛学園の恋愛事情」の旧パソコン用サイトも制作した。（桜凛の制作スタッフでは無く、手伝いとして行った）[6]
- 「理想の恋愛観は持っておらず、恋愛への興味もとうに無くしている」と語り「恋愛好き故に恋愛ゲームを作っている」と他人から評される事について遺憾だと強く語っている。[7]
- 2011年2月時点で制作中の新作タイトルは「学園シンデレラ」だと明かした。[8]

## 作品
- 『学園シンデレラ』（2012年5月10日配信）…原作、シナリオ、プロデューサー、ディレクター[9]
- 『幕末志士の恋愛事情』（2009年11月9日配信）…プロデューサー、ディレクター、シナリオライターを退職時まで兼任。
  - 乙女ゲーム・オブ・ザ・イヤー2011、「人気モバイルゲームベスト10」3位（銅賞）受賞。
  - GREE Platform Award 2010、「恋愛ゲーム最優秀賞」受賞。
  - 2010年9月 GREE Platform for FeaturePhone 女性ランキング１位
  - 乙女ゲーム・オブ・ザ・イヤー2010、「人気モバイルゲームベスト10」1位（金賞）受賞。
  - 乙女ゲーム・オブ・ザ・イヤー2009、「人気モバイルゲームベスト10」2位（銀賞）受賞。
- 『執事たちの恋愛事情』（2008年10月6日配信）…プロデューサー、ディレクターを配信開始直後まで兼任。
  - 2012年3月 mixiゲーム 女性ランキング１位
  - 乙女ゲーム・オブ・ザ・イヤー2010、「人気モバイルゲームベスト10」4位受賞。
  - 乙女ゲーム・オブ・ザ・イヤー2009、「人気モバイルゲームベスト10」3位（銅賞）受賞。